# Караултобинський сільський округ
Караултоби́нський сільський округ (каз. Қарауылтөбе ауылдық округі, рос. Караултобинский сельский округ) — адміністративна одиниця у складі Кизилординської міської адміністрації Кизилординської області Казахстану. Адміністративний центр та єдиний населений пункт — село Караултобе.
Населення — 2538 осіб (2021; 1322 у 2009, 952 у 1999, 1005 у 1989).
Станом на 1989 рік існувала Кизилжарминська сільська рада (села Александровське, Караул-Тюбе, Кизилжарма, Колос, Комсомол, Перше Мая, селище Геологів) Сирдар'їнського району. Пізніше село Караултобе утворило окремий Караултобинський сільський округ.